# Karjalan kunnailla
Karjalan kunnailla (tiếng Việt: Ở vùng núi Karelia) là một bài dân ca Phần Lan phổ nhạc bởi Valter Juva vào năm 1902. Nó được chơi vào buổi tối tại thành phố Lappeenranta ở vùng Nam Karelia, đông nam Phần Lan. Phần nhạc bài quốc ca của Cộng hòa Karelia do Alexander Beloborodov sáng tác được lấy từ bài hát này.

## Lời
Jo Karjalan kunnailla lehtii puu,
jo Karjalan koivikko tuuhettuu.
Käki kukkuu siellä ja kevät on,
vie sinne mun kaiho pohjaton.
Mä tunnen vaaras ja vuoristovyös
ja kaskien sauhut ja uinuvat yös
ja synkkäin metsies aarniopuut
ja siintävät salmes ja vuonojes suut.
Siell' usein matkani määrätöin
läpi metsien kulki ja näreikköin.
Minä seisoin vaaroilla paljain päin,
missä Karjalan kauniin eessäin näin.
Tai läksin kyliin urhojen luo,
Miss' ylhillä vaaroilla asui nuo;
Näin miehet kunnon ja hilpeän työn
Ja näin, miss' sykkii Karjalan syän.